# Lauingen (Donau)
Lauingen település Németországban, azon belül Bajorországban. Lakosainak száma 11 445 fő (2023. december 31.). Lauingen Wittislingen és Haunsheim községekkel határos.

## Népesség
A település népessége az elmúlt években az alábbi módon változott:
| Lakosok száma | 3644 | 7933 | 8778 | 9308 | 10 565 | 10 655 | 10 869 | 10 923 | 11 137 | 11 445 |
|               | 1875 | 1950 | 1975 | 1987 | 2012   | 2014   | 2016   | 2017   | 2021   | 2023   |

## Fekvése
Gundremmingen északi szomszédjában fekvő település.

## Leírása

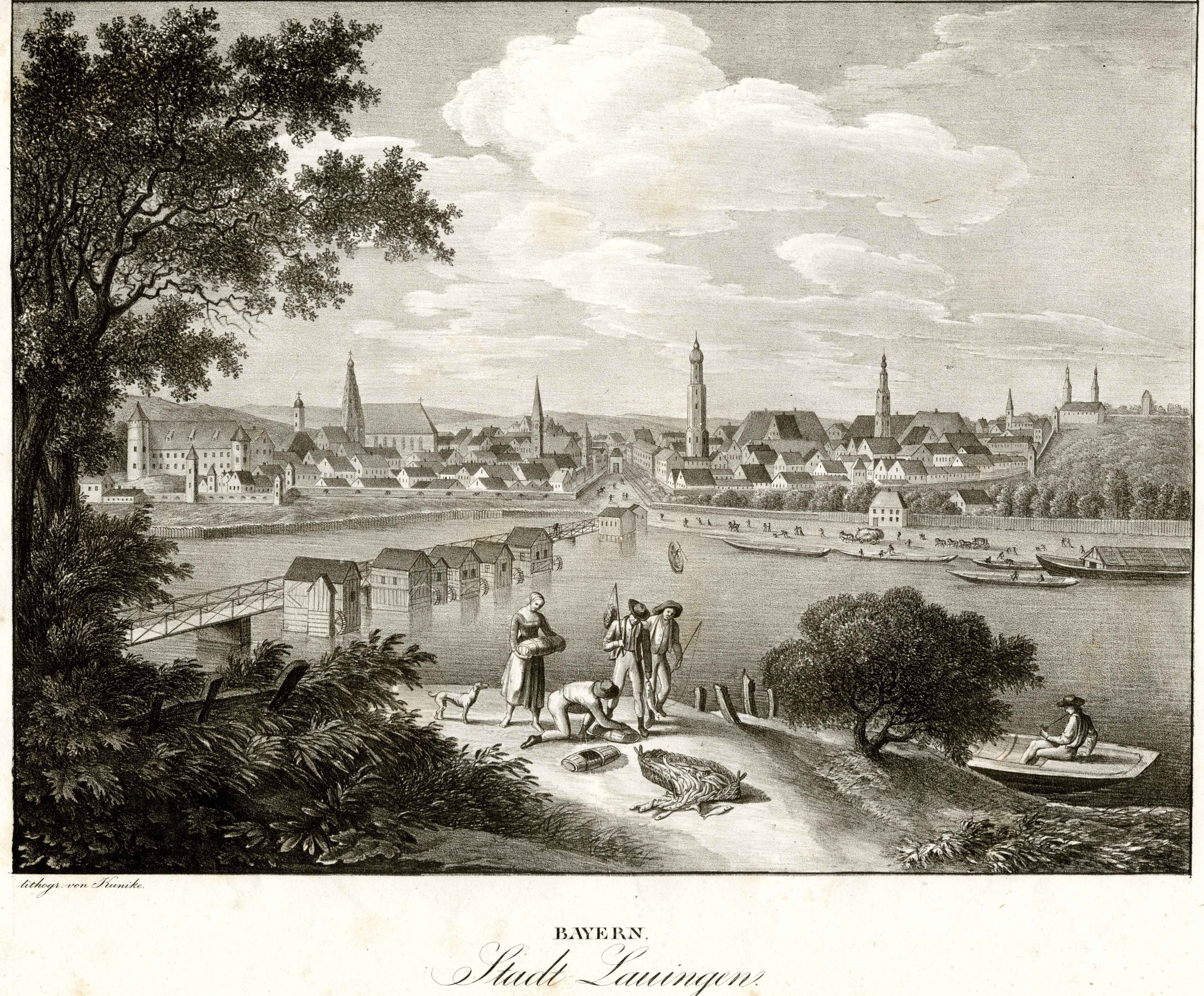
Lauingen látképe egy 1826-os metszeten

A település középkori erődített falának több nagyobb szakasza is megmaradt. Főterén (Markplatz) álló 53 méter magas Schimmelturm nevét a 3. emeletének szintjén vakolatra festett fehér lóról kapta. A torony hetedik emeletén 1478-as évszám olvasható.
A 18. század végén épült Városháza olaszos, klasszicista stílusú. Az 1516-1620 között, késő gótikus stílusban épült Szent Márton-plébániatemplom alatt épült kriptában, a bajor hercegi család 38 tagja nyugszik; egykori várkastélyukban szanatórium működik. A település egyik szép favázas épületében található a tájmúzeum (Heimatmuseum), melyben Duna-völgyi ásványtani gyűjteményt őriznek.

## Nevezetességek
- Schimmelturm
- Szent Márton plébániatemplom - késő gótikus stílusban épült.
- Tájmúzeum (Heimatmuseum)

## Galéria

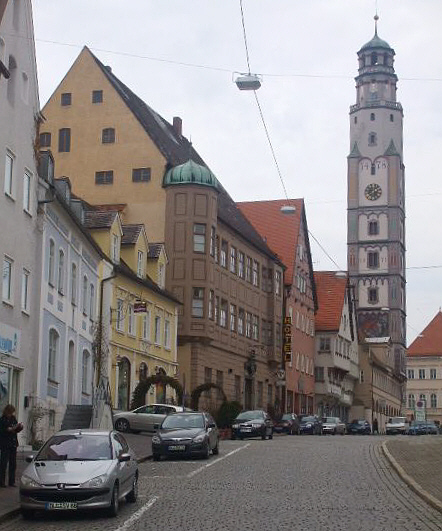
Schimmelturm
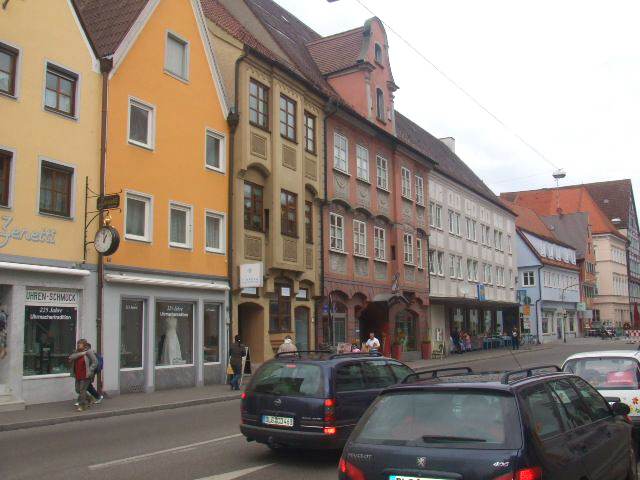
Városkép
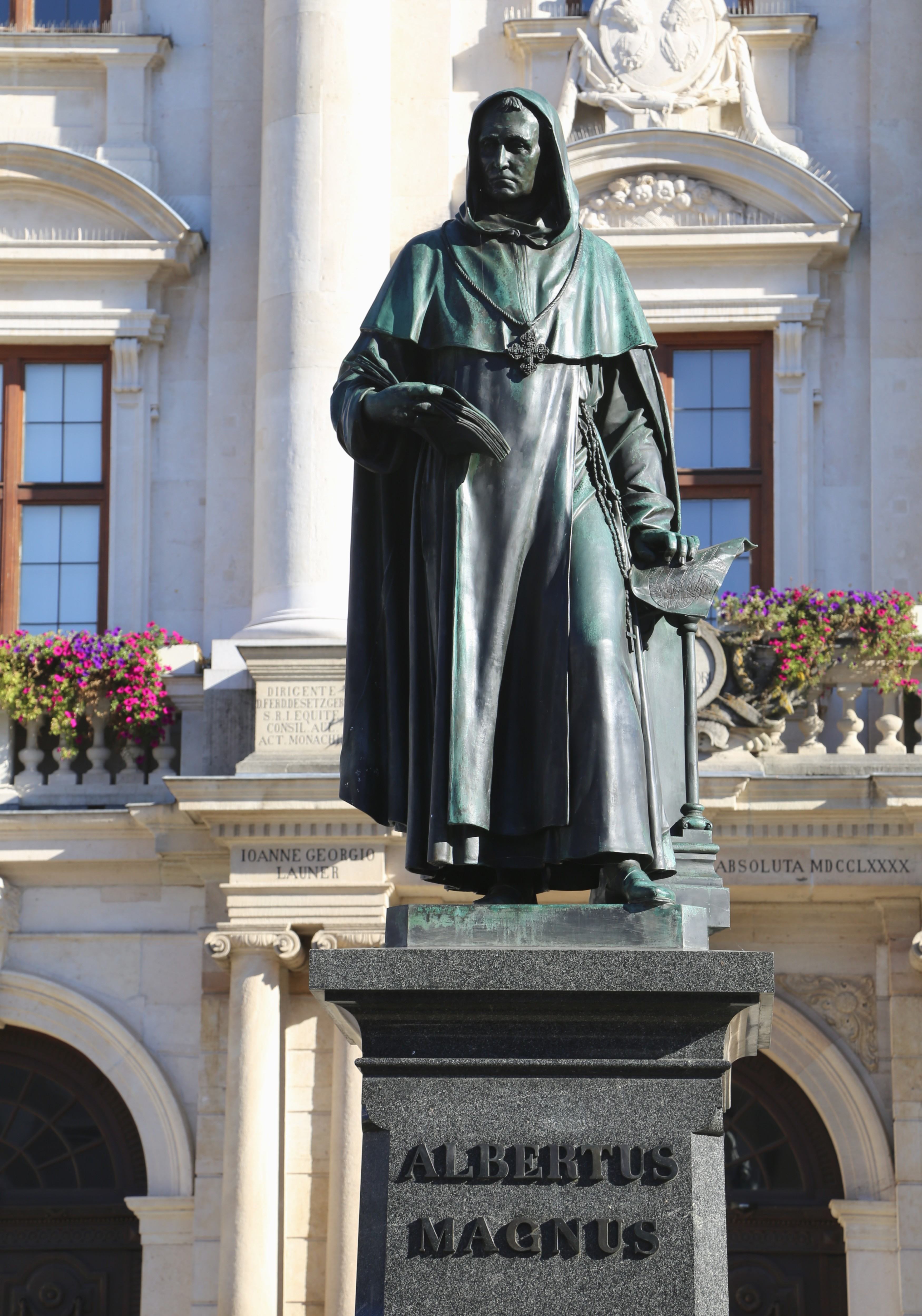
Albertus-Magnus szobor